# Santa Venera
Santa Venera är en ort och kommun i republiken Malta. Den ligger på ön Malta, 3 kilometer väster om huvudstaden Valletta. 